# Religie in Futurama
In de Amerikaanse animatieserie Futurama komen verschillende fictieve religies voor. Deze zijn vaak bedoeld als parodie of satire op echt bestaande religies.
De 'primaire religies' in de futuristische wereld van Futurama zijn voodoo en Oprahisme, maar wat deze precies inhouden is niet bekend daar er enkel over wordt gesproken maar nooit een aflevering aan besteed is. Religies die wel in detail worden behandeld in de serie staan hieronder beschreven.

## Robotologie

Het symbool van Robotologie

Robotologie (Engels: Robotology) is een geloof dat voornamelijk wordt uitgeoefend door robots, en wordt niet gezien als een 'hoofdreligie'. Het geloof doet sterk denken aan evangelisch christendom, met tradities als bidden voor het eten en doopceremonies om nieuwe leden te verwelkomen.
Het symbool van robotologie is een verticale zigzag lijn met een cirkel aan beide uiteinden. Het is echter meer dan een symbool: het is ook een oproepsignaal om de robotduivel op te roepen. Een ander symbool van robotologie is een aangepast Christelijk vissymbool met het woord "ROBOT" erin geschreven en een antenne aan de vis.
De heilige tekst van Robotologie is een elektronische tekstfile. Sinds 3006 is dit The Good Book 3.0.
Binnen het geloof van Robotologie zit onder andere de overtuiging dat robots afstand moeten doen van gestoorde en onsterfelijke gewoontes zoals roken, pornografie, stelen, elektriciteit misbruiken en overmatig drinken. Er zijn robots die alcohol als brandstof gebruiken, maar aardolie is een geaccepteerde vervanger.
Net als de Christenen geloven aanhangers van Robotologie dat zondaars en ketters in de hel zullen belanden, en goede robots in de hemel. Om dit concept kracht bij te zetten hebben de robots onder een oud attractiepark in Zuid-Jersey een werkelijke robothel gebouwd, gerund door de robotduivel. Alleen robots die aanhanger zijn van Robotologie en zich schuldig maken aan een zonde kunnen naar deze hel worden gestuurd. Robothel heeft 13 levels. Daar het een fysieke plaats is, is het mogelijk eruit te ontsnappen.
De robotduivel houdt ervan om zijn slachtoffers te straffen met ironische bestraffingen. Hij is echter wel gebonden aan de "Eerlijkheid In de Hel, artikel 2275". Deze wet houdt in dat iemand die hem kan verslaan in een vioolspeelwedstrijd de robothel mag verlaten. De datum van deze wet suggereert dat robotologie al minstens 700 jaar bestaat rond de tijd dat de show zich afspeelt.

## Robot Jodendom
Robotologie moet niet worden verward met Robot Jodendom, dat te zien is in de aflevering "Future Stock". Robotjoden geloven dat er ooit een Robot Jezus is gebouwd, maar niet dat hij hun Messias was. Het Robot Jodendom kent veel overeenkomsten met het traditionele jodendom. Zo heeft het geloof feesten die aansluiten op traditionele Joodse feesten zoals Chanoeka.

## De fusiekerk
De fusiekerk (Engels: de The First Amalgamated Church) is een kerk die is ontstaan uit de primaire religies van de 20e eeuw, waaronder het Christendom, Jodendom, de Islam, Boeddhisme, Hindoeïsme en zelfs atheïsme. De kerk is voor het eerst te zien in de aflevering "Godfellas".